# 福岛实智子
福岛实智子（日语：／ Fukushima Michiko，1963年8月23日—），旧姓长谷川（長谷川），日本女子射击运动员。她曾代表日本参加1988年、2000年、2004年和2008年夏季奥林匹克运动会射击比赛，其中1988年奥运会获得一枚银牌。